# Крістоф-Йоганн-Фрідріх фон Медем
Крі́стоф-Йога́нн-Фр́ідріх фон Ме́дем (нім. Christoph Johann Friedrich von Medem; 13 (24) серпня 1763 — 24 лютого 1838) — курляндський і російський державний діяч, військовик, дипломат, граф. Представник шляхетного німецького роду Медемів. Народився в Мезотені, Курляндія. Син Йоганна-Фрідріха фон Медема і Луїзи-Шарлотти фон Мантойффель-Цеге. Навчався у Петрівській академії (1779). Брав участь у підписанні курляндсько-російської конвенції (1783). Служив у полку тілоохоронців прусського короля Фрідріха II Великого (до 1786), був флігель-ад'ютантом його сина Фрідріха-Вільгельма II (1786—1797). Після смерті останнього переїхав до Росії, став флігель-ад'ютантом російського імператора Павла І, отримав чин дійсного камергера. Очолював курляндське лицарство (1801—1808). Брав участь у війні шостої коаліції в чині капітана, був ад'ютантом генерала Миколая Раєвського-Старшого. Нагороджений орденом за заслуги (1813). Помер у Мітаві, Росія.

## Імена
- Крі́стоф-Йога́нн-Фр́ідріх фон Ме́дем (нім. Christoph Johann Friedrich von Medem) — повне німецьке ім'я[2].
- Йога́нн фон Ме́дем (нім. Johann von Medem) — коротке німецьке ім'я[2].
- Жанно́ Меде́м (фр. Jeannot Medem) — ім'я на французький лад[2].
- Крі́стоф-Фр́ідріх фон Ме́дем (нім. Christoph Friedrich von Medem) — коротке німецьке ім'я.
- Христоф Фрідріх Медем (рос. Христоф Фридрих Медем) — ім'я в російських документах[3].
- Іван Францович Медем (рос. Иван Францевич Медем) — російське ім'я.
- Іван Федорович Медем (рос. Иван Федорович Медем) — російське ім'я.

## Біографія
Крістоф-Йоганн-Фрідріх фон Медем народився 13 (24) серпня 1763 року в Мезотені, Курляндія, в родині курляндського поміщика  Йоганна-Фрідріха фон Медема і Луїзи-Шарлотти фон Мантойффель-Цеге.
1779 року Медем вивчав філософію і літературу в Петрівській академії в Мітаві, столиці Курляндії. Згодом він переїхав до Пруссії, де вступив до полку тілоохорнців прусського короля Фрідріха II Великого.
Навесні 1783 року Медем, як представник курляндських станів, брав участь у роботі курляндсько-російської комісії з врегулювання кордону і торгівлі. Результатом роботи стала курляндсько-російська конвенція.
Після інтронізації в 1786 році Фрідріха-Вільгельма II він став флігель-ад'ютантом нового прусського короля й був нагороджений Орденом «Pour le Mérite».
Зі смертю Фрідріха-Вільгельма II Медем перейшов на російську службу. Він став флігель-ад'ютантом російського імператора Павла І, отримав чин дійсного камергера.
У  1801—1808 роках Медем займав посаду голови курляндського лицарства.
Медем володів декількома маєтками в Курляндії: Еллей (з 1785), Блідені (1816), Земен, Абгунст, Грюнфельд, Шлокенбек, Дурбен (з 1818), Абгульден, Дурен. Йому також належали маєтності в Литві: Йорданіц і Аншюц.
Помер 24 лютого 1838 року в Мітаві.

## Сім'я
- Батько: Йоганн-Фрідріх фон Медем[4]
- Матір: Луїза-Шарлотта фон Мантойффель-Цеге[4].
- 1-а дружина (1 червня 1796): Доротея-Елеонора-Ернестина-Бенігна фон Кляйст (? — 1797)[4].
- 2-а дружина (18 січня 1799): Луїза фон дер Пален (? — 1831), донька графа Петера-Людвіга фон дер Палена[4].
- Діти:
  - Пауль фон Медем (1800—1854)[4]
  - Петер-Георг фон Медем (1801—1877)[4]
  - Александр-Фрідріх фон Медем (1803—1859)[4]

## Нагороди
Прусські
- Орден «Pour le Mérite» (6 вересня 1813)
- Орден Святого Іоанна Єрусалимського (лицарський хрест)
- Орден Червоного орла (І ступінь)

Російські
- Орден святої Анни (30 серпня 1818 — І ступінь)

Французькі
- Орден Почесного легіону (командорський хрест)